# Munaseli
Munaseli is een bestuurslaag in het regentschap Alor van de provincie Oost-Nusa Tenggara, Indonesië. Munaseli telt 1474 inwoners (volkstelling 2010).